# Barbara Smith (Autorin)

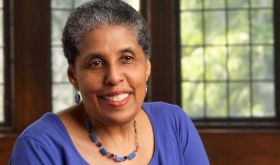
Barbara Smith

Barbara Smith (* 16. November 1946 in Cleveland, Ohio) ist eine afroamerikanische lesbische Autorin, Aktivistin und Wissenschaftlerin, die den nordamerikanischen kulturellen und politischen Diskurs zur Intersektionalität maßgeblich beeinflusst hat. Barbara Smith ist Gründerin des Combahee River Collective und zusammen mit Audre Lorde Mitbegründerin von Kitchen Table: Woman of Color Press. Sie zählt zu den Pionierinnen der Black Women’s Studies und des Schwarzen Feminismus in den USA. Politisch aktiv seit den 1960er-Jahren, ist sie ein prägender Teil vieler sozialer Bewegungen.

## Leben

### Kindheit und Jugend
Barbara Smiths Kindheit und Jugend waren prägend für ihren Aktivismus. Im Zuge der Great Migration siedelte ihre Familie zwischen 1920 und 1940 von Georgia nach Cleveland in Ohio um, wo Barbara und ihre Zwillingsschwester Beverly Smith 1946 geboren wurden. In einem Mehrgenerationenhaushalt wurden die Schwestern von ihrer Großmutter aufgezogen. Obwohl Smiths Mutter einen Universitätsabschluss hatte, arbeitete sie als Krankenpflegerin und Supermarktangestellte. Aufgrund der Folgen eines Busunfalls 1956 und rheumatischen Fiebers verstarb Barbara Smiths Mutter Hilda noch im selben Jahr. Barbara und ihre Schwester wuchsen in einer Zeit auf, als sich Familien der Schwarzen Arbeiterklasse erstmals in die Mittelschicht hocharbeiten konnten und die neu gewonnenen Ressourcen vor allem in die Ausbildung ihrer Kinder investierten. Smith sieht in ihrem Aufwachsen innerhalb der Schwarzen Community und dem Kampf um ein besseres Leben den Grundstein ihrer aktivistischen Tätigkeiten.

### Ausbildung
Barbara Smith kommt aus einer gebildeten Familie. Ihre Mutter absolvierte einen Bachelor of Science und ihre Großmutter und Tanten waren Lehrerinnen in meist segregierten Schulen. Durch Gleichberechtigungsakte wie das Brown v. Board of Education (Topeka, Kansas 1954) war es Barbara und Beverly Smith möglich, Schulen mit einem höheren akademischen Standard zu besuchen wie die Alexander Hamilton Junior High School und die John Adams High School in Ohio.
Barbara Smith besuchte das Mount Holyoke College in Massachusetts, die älteste Schule der Seven Sisters. Obwohl es sich hierbei um eine liberale Schule der Geisteswissenschaften für Frauen handelte, erfuhr sie auch dort Rassismus, Klassismus und Sexismus. Nach zwei Jahren Studium wechselte sie für ein Jahr an die New School for Social Research in New York City und vertiefte sich dort im Bereich der Sozialwissenschaften. In dieser Zeit beschäftigte sich Smith großflächig mit Philosophen wie Karl Marx, Sigmund Freud, Max Weber und Georg Wilhelm Friedrich Hegel, welche sie langfristig beeinflussten. Trotz Plänen, eine Karriere als Schriftstellerin in Paris zu verfolgen, kehrte sie nach einem Jahr zurück nach Mount Holyoke und erlangte dort 1969 ihren Abschluss. In Folge erwarb Barbara Smith einen Master in Englisch an der University of Pittsburgh und begann einen PhD an der University of Connecticut.

### Homosexualität
Barbara Smith war unter den ersten Aktivistinnen in den 1970ern, die sich öffentlich als homosexuell bezeichnet haben. Zu dieser Zeit war die LGBTIQ-Community nach außen hin noch sehr klein und die Bewegung erst im Entstehen. 1969, zur gleichen Zeit, als Barbara Smith ihren College-Abschluss erlangte, ereignete sich der Stonewall-Aufstand, womit ein grundlegender Stein für die heutige Lesben- und Schwulenbewegung gesetzt worden ist. Smith schreibt der Schwarzen Feminismus-Bewegung ihr Coming-out zu, in der nicht nur rassistischen, sondern auch heteronormativen Konstrukten entsagt wurde. In einem Interview mit Loretta Ross 2003 spricht Smith von homophoben Einstellungen in der Schwarzen Community, die sie in ihrer Jugend eingeschüchtert haben, aber schlussendlich innerhalb der Schwarzen Emanzipation nichtig geworden sind.
In Taking the Home Out of Homophobia: Black Lesbian Health (1990) geht Barbara Smith auf die damals weit verbreitete Meinung ein, dass Lesben im Gegensatz zu männlichen Homosexuellen eine Wahl bezüglich ihrer Sexualität hätten, sich dementsprechend entweder für Männer oder Frauen entscheiden könnten. Smith betont, dass lesbisch sein bedeutet, dass man sich von Frauen sexuell angezogen fühlt. Die einzige Wahl, die man hätte ist, ob man diese Anziehung auslebt oder nicht. In ihrem Sinne ist Homophobie eine Ausweitung von sexistischen und rassistischen Überzeugungen, da diese Form der Diskriminierung ebenfalls auf einer weißen und heteronormativen hegemonialen Männlichkeit aufbaut.

## Aktivismus

### Schwarze Bürgerrechtsbewegung
In der amerikanischen Bürgerrechtsbewegung, in der für die Gleichberechtigung von Afroamerikanern und Afroamerikanerinnen gekämpft wurde, liegen die Wurzeln von Barbara Smiths Aktivismus. Während ihrer Kindheit und Jugend war Segregation ein gesetzlich gesicherter Zustand und Schwarze galten in der Bevölkerung großflächig als minderwertig, kriminell und amoralisch. In den 1960ern war Smith Teil der Jugendbewegung, die sich für die Bürgerrechtsbewegung in Cleveland einsetzte und besuchte ihre erste Demonstration im Frühling 1964. Nach ihrem High-School-Abschluss engagierten sich Barbara und Beverly Smith für CORE (Congress of Racial Equality). Barbaras Aktivismus wurde in dieser Zeit vor allem von Martin Luther King, James Baldwin und Fannie Lou Hamer geprägt. Besonders großen Einfluss hatte die Rede Hamers am 22. August 1964. Während ihrer Studienzeit beteiligte sie sich an dem Student Nonviolent Coordinating Committee (SNCC).

### Friedensbewegung
Während ihrer Jahre am College war Smith Teil einer Civil Actions Group (Bürgeraktionsgruppe), die mit Hungerstreiken gegen den Vietnamkrieg demonstrierte. Sie besuchte am 15. April 1967 eine der größten Anti-Vietnam-Demonstrationen in New York City, wo einer der Redner Martin Luther King war. Während ihres Masters an der University of Pittsburgh bekam Barbara Smith von ihren Kommilitonen Kritik für ihr Engagement in der Friedensbewegung, da diese prädominant als weißes Thema aufgefasst wurde. Im Gespräch mit Matt Richardson verwies Smith jedoch darauf, dass im Vietnamkrieg vorwiegend Schwarze Soldaten zu Tode kamen. 1968 nahm Barbara Smith an den Demonstrationen gegen die Democratic National Convention in Chicago teil, obwohl diese vor allem von der vorwiegend weißen und männlichen Studentenbewegung Students for a Democratic Society ausgingen, die sie ansonsten gemieden hatte. Im Zuge dieser Demonstration kam es zu massiver Polizeigewalt gegenüber den Demonstrierenden.

### Schwarze Frauenbewegung
In den 1950er und -60er Jahren bildete sich durch den sozialen Wandel, der auch die Bürgerrechts- und Friedensbewegung anspornte, die zweite Welle der Frauenbewegung. Jedoch setzte sich innerhalb der Frauenbewegung eine Gegenströmung Schwarzer Frauen ab, die auf ihre besondere Diskriminierungslage aufmerksam machen wollten. Es entstand die National Black Feminist Organization (NBFO) an deren ersten Sitzung an der Ostküste der USA im November 1973 Barbara Smith teilnahm.
Gegründet wurde die NBFO 1973 von den feministischen Aktivistinnen Florynce Kennedy und Margaret Sloan-Hunter. Ihr Beweggrund war die mangelnde Wahrnehmung der Unterdrückung von Schwarzen Frauen in der Frauenbewegung und in den Medien. Thematisiert wurden in der Organisation die Unterdrückung von Frauen durch das Patriarchat und die Unterdrückung von Schwarzen durch rassistische Strukturen. Kennedy und Sloan-Hunter betonten die Belastung ihrer Mitglieder als Frauen und Schwarze, wodurch diese sowohl Sexismus als auch Rassismus ausgesetzt seien. Die erste Sitzung der NBFO fand im Mai 1973 statt. Im Februar 1974 hatte die Organisation bereits über 2000 Mitglieder. Innerhalb ihrer Aufklärungsagenden war ein wichtiger Teil ihrer Arbeit, Schwarze Frauen in sozialen, gesundheitlichen und sexuellen Themenbereichen weiterzubilden. Der Schwerpunkt der sozialen Hilfe so wie jener der Überlappung an Belastungen sind zwei große Faktoren, die die NBFO von anderen ähnlichen Organisationen unterschieden hat.

### Combahee River Collective
Ursprünglich aus dem Bestreben, einen Zweig der NBFO in Boston zu gründen, entstand unter Barbara Smith das Combahee River Collective als eine eigenständige politische Organisation. Benannt nach jenem Combahee River in South Carolina, der Ort an dem von Harriet Tubman im Jahr 1853 750 Schwarze Sklavinnen und Sklaven befreit wurden, stand dieses Kollektiv für die Bewusstseinsbildung gegenüber den politischen Bedürfnissen Schwarzer Frauen. In einem Statement vom April 1977 wird der Grund für die Gründung des Combahee River Collectives in der Mehrfachbelastung Schwarzer Frauen festgemacht. Damit ist gemeint, dass Schwarze Frauen sowohl unter rassistischen wie sexistischen Oppressionen leiden und sie dadurch eine individuelle Diskriminierung erfahren, so wie eine Identität bilden, die auf multiplen Unterdrückungserfahrungen aufbaut. Sie nannten des Weiteren Klasse und Sexualität als Faktoren, die identitätsstiftend sein können und damit auch eine Angriffsfläche für Diskriminierung darstellen. Das Leid Schwarzer Frauen führten die Aktivistinnen des Kollektivs auf das kapitalistische System zurück.
Die Bemühungen des Combahee River Collectives, politisch inklusiv zu sein und die damit einhergehende Anerkennung, dass mehrere Gesellschaftsstrukturen parallel identitätsstiftend sein können, sind der Grundstein für das heutige Konzept der Intersektionalität. Das Kollektiv machte es sich zur Aufgabe, diese individuellen Identitäten politisch zu vertreten und führten den Begriff Identitätspolitik ein. Barbara Smith nutzte die Bezeichnung Identitätspolitik für Politik, in der die Identität eines Individuums vollkommen anerkannt wird und in den Mittelpunkt des politischen Strebens gestellt wird.
Das Combahee River Collective engagierte sich zuerst in der Bewusstseinsbildung in Frauenhäusern und kooperierte mit sozialistischen Frauenunionen im Kampf gegen Zwangssterilisation an Frauen und gründete daraus das Committee to End Sterilization Abuse (CESA). Weil die Organisation in ihrer Größe begrenzt war und einzelne Mitglieder über die USA verstreut lebten, führte Barbara Smith Tagungen ein, bei denen die Mitglieder des Kollektivs für ein Wochenende zusammen kamen, um ihre Mission zu bekräftigen, ihre Ziele festzustecken, sich zu vernetzten und politisch sowie sozio-kulturell auszutauschen. Wichtige Mitwirkende waren neben Barbara Smith unter anderem Audre Lorde, Cheryl Clarke und Akasha Gloria Hull. Es fanden insgesamt sieben Tagungen des Combahee River Collectives statt, bei denen auch immer Lesungen und Literaturtische im Mittelpunkt standen. Infolgedessen bildete sich eine Interessensgruppe, die später die Kitchen Table: Woman of Color Press gründete.

### Kitchen Table: Woman of Color Press
Kitchen Table: Woman of Color Press ist ein Verlag, der von Barbara Smith, Audre Lorde, Cherríe Moraga, Hattie Gosset und Myrma Bain gegründet worden ist. Obwohl sich die Gründungsmitglieder im Rahmen des Combahee River Collectives kennengelernt haben, haben sie sich von Beginn an von der politischen Organisation distanziert. Ursprung der Gründung war das Bedürfnis, Women of Color (WOC) eine inklusive Alternative zur weiß dominierten Verlagswelt zu geben. Kitchen Table wurde 1980 in Boston gegründet, jedoch erst 1981 offiziell aktiv und wechselte dann seinen Sitz nach New York. Im Sommer 1986 zog Kitchen Table nach Albany um.
Der Name Kitchen Table: Woman of Color Press geht zurück auf die Küche bzw. den Küchentisch, der den Mittelpunkt des Hauses darstellt und somit für Jahrhunderte der zentrale Arbeitsort von Schwarzen Frauen war. Der Verlag wollte somit seine Verbundenheit zur Geschichte und Wirksamkeit von WOC festhalten.
Kitchen Table publizierte 13 Werke. Darunter acht Monografien und fünf Flugschriften im Rahmen der Freedom Organizing Series. Die Bücher, die von Kitchen Table verlegt wurden, sollten konkrete Probleme von WOC ansprechen und sie in weiterführende und hilfreiche Kontexte stellen. Der Verlag kategorisierte sich von Anfang an als offen für alle Frauen, die sich als nicht-weiß identifizierten, unabhängig von Nationalität, Sexualität und Klasse. Die am häufigsten verkauften Titel von Kitchen Table waren This Bridge Called My Back (1983) und Home Girls: A Black Feminist Anthology (1983).

## Black Women’s Studies
Anfang der 1970er gegen Ende ihres Masters und am Anfang ihres Doktoratsstudiums, beeinflusst von der Lektüre des Ms. Magazins, Kate Millets Sexus und Herrschaft (1970) und dem Standardwerk des Boston Women’s Health Book Collective Unser Körper, unser Leben (1970), fokussierte sich Smith immer mehr auf Autorinnen in ihrem Studium. Ein Kritikpunkt von ihr in dieser Zeit war, dass unter den im Lehrplan enthaltenen keine Schwarzen Schriftstellerinnen dabei waren. Sie hatte sich davor im Rahmen ihres Studiums in Mount Holyoke auf Schwarze Autoren konzentriert und auch Standardwerke wie Gerda Lerners Black Woman in White America: A Documentary History (1972) befassten sich nicht mit Schwarzen Autorinnen im Speziellen. In einer Ausgabe des Ms. Magazins 1971 las sie Texte von Alice Walker und beschloss, einen Kurs am Wellesley College von Walker zu besuchen, der sich speziell mit Schwarzen Schriftstellerinnen beschäftigte. Im Herbst 1973 begann Smith selbst am Emerson College zu unterrichten, wo sie neben Kursen für afroamerikanische Literatur, motiviert durch Walkers Input, auch Kurse über Schwarze Autorinnen hielt.
Als Barbara Smith begann, Black Women’s Studies zu unterrichten, waren die Autorinnen, die sie behandelte, den Studierenden meist unbekannt. Sie sah darin die Bestätigung, dass dieses wissenschaftliche Gebiet mehr in der Wissenschaft gefördert werden müsse. Die Black Women’s Studies waren in ihren Augen ein weiterer Akt des Aktivismus und ein wichtiger Teil in der allgemeinen Aufklärungsarbeit über Schwarze Identität.
Die Black Women’s Studies war jedoch nicht die erste Vereinigung Schwarzer Frauen in der akademischen Welt. 1832 wurde The African American Female Intelligence Society of Boston gegründet, die für die Gleichberechtigung Schwarzer Frauen in Bildung und Kultur gekämpft hat. Eine bis heute bekannte Vertreterin dieser Vereinigung ist Mary W. Stuart. Mit ihrer Publikation All the Women Are White, All the Blacks Are Men, But Some of Us Are Brave (1982) knüpfte Smith an diese Tradition an und löste damit die zweite Welle der Schwarzen Frauenbewegung im akademischen Bereich aus.

## Späteres Leben und Wirkung

### Albany Stadtrat
Barbara Smith war von 2006 bis 2013 zweimal gewählte Abgeordnete des Stadtrates von Albany. Sie repräsentierte Arbor Hill (Bezirk 4), wo sie seit 1987 lebt und seit 2003 politisch aktiv ist. Smith schreibt in Black Feminist Activism: My Next Chapter (2012) davon, dass in die Politik zu gehen der nächste logische Schritt für ihren Aktivismus war. Sie sah in ihrer Arbeit die Möglichkeit, ihre Agenda als Schwarze Feministin in ihrem unmittelbaren Umfeld umzusetzen und außerhalb ihrer Blase an gleichgesinnten Personen Menschen zu helfen, die unter denselben Problemen leiden. Ziel ihrer politischen Tätigkeit war die Stärkung sogenannter Multi-Issue-Movements, welche multiple Unterdrückung von Bevölkerungsgruppen auch als solche benennen und damit auf Zustände der Mehrfachdiskriminierung aufmerksam machen.
Bevor Barbara Smith kandidierte, unterstützte sie die Kampagne von David Soares zum Bezirksstaatsanwalt von Albany 2005. Er war der erste Mann mit afrikanischer Herkunft, der dieses Amt belegt hat. Im Jahr darauf stellte sie sich selbst zur Wahl, um den politischen Aufschwung für Schwarze Menschen, der sich mit Soares Sieg eingestellt hatte, am Leben zu erhalten. Sie bezeichnete sich jedoch nie als Politikerin, sondern als öffentliche Bedienstete (public servant / elected official). Während ihrer zweiten Amtsperiode war sie Vorstand des Public Safety Commitee, da der Bezirk, den sie vertrat, jener mit der höchsten Kriminalitätsrate war. Smith unterstütze deshalb auch Projekte wie SNUG (engl. Wort für Pistolen (guns) rückwärts gelesen), das angelehnt an das aus Chicago stammende CeaseFire Ex-Banden-Mitglieder, die mit dem Leben auf der Straße Erfahrung haben, zur Nachbarschaftswache einsetzte und deeskalierend wirken ließ. Dieses Projekt förderte sie im Besonderen, da es gemeindeorientiert die Botschaften von Anti-Gewalt und Anti-Waffen vermittelte. Ein weiterer Schwerpunkt ihrer politischer Arbeit war die Förderung von Bildung in den einkommensschwachen Bezirken von Albany, in denen vorwiegend Schwarze leben. Für Smith ist eine umfassende Bildung in einer geschützten Umgebung eine der grundlegendsten Voraussetzungen für die Minderung von Gewalt und Kriminalität. Sie arbeitete in diesem Bestreben mit der Gruppe Communities United for Quality Education zusammen, um ein Bildungssystem zu schaffen, in dem benachteiligte Kinder mehr Optionen haben und eine tatsächliche Chancengleichheit im späteren Leben.

### Ain’t Gonna Let Nobody Turn Me Around
2014 publizierten Alethia Jones und Virginia Eubanks gemeinsam mit Barbara Smith Ain’t Gonna Let Nobody Turn Me Around: Forty Years of Movement Building with Barbara Smith, das 40 Jahre von Smiths Aktivismus zusammenfasst und ihre Arbeit mit historischen Auszügen und Interviews würdigt. Im Rahmen der Publikation bekam sie die im Folgenden genannten Auszeichnungen:
- 2019: Ehrenpromotion als Doctor of Humane Letters des Mount Holyoke Colleges
- 2019: Publishing Professional Award (Lambda Literary Award)
- 2016: Harriet Tubman Lifetime Achievement Award
- 2016: Susan J. Hyde Award
- 2015: Lambda Literary Award für Lesben Memoir/Biografie
- 2015: Ehrenpromotion der University of Albany
- 2015: Women of Excellence Award für eine ausgezeichnete Karriere
- 2014: Judy Grahn Award für Lesbische Non-Fiktion
- 2014: IndieFab Buch des Jahres Preis in der Kategorie Frauenforschung (silver winning)
- 2014: Harvey Milk Award

## Ausgewählte Werke
- Conditions: Five, The Black Women’s Issue mit Lorraine Bethel (1979)
- All the Women Are White, All the Blacks Are Men, But Some of Us Are Brave: Black Women’s Studies mit Gloria T. Hull und Patricia Bell Scott (1982)
- Home Girls: A Black Feminist Anthology (1983)
- Yours in Struggle: Three Feminist Perspectives on Anti-Semitism and Racism mit Elly Bulkin und Minnie Bruce Pratt (1984)
- The Reader’s Companion to U. S. Women’s History mit Wilma Mankiller, Gwendolyn Mink, Marysa Navarro und Gloria Steinem (1998)
- The Truth That Never Hurts: Writings on Race, Gender, and Freedom (1998)
- Ain’t Gonna Let Nobody Turn Me Around: Forty Years of Movement Building with Barbara Smith herausgegeben von Alethia Jones und Virginia Eubanks mit Barbara Smith (2014)

## Auszeichnungen
- 2015: Literary Legends Award, Albany Public Library Foundation
- 2009: Alumnae Association of Mount Holyoke College Achievement Award
- 2005: Nominierung für den Friedensnobelpreis
- 2000: Church Women United Human Rights Award
- 1999: Albany Chapter National Association for the Advancement of Colored People Arts Award
- 1998: The Truth That Never Hurts: Writings on Race, Gender, and Freedom, Gustavus Myers Human Rights Book Award
- 1996–1997: Stipendium am Bunting Institut des Radcliffe College
- 1995–1996: Scholar in Residence, Schomburg Center für Black Culture Forschung
- 1988: Mount Holyoke College Alumnae Association Sesquicentennial Award